# Paulo Sawaya
Paulo Sawaya (Carmo do Rio Claro, 11 de setembro de 1903 – São Paulo, 29 de outubro de 1995) foi um médico, pesquisador e professor universitário brasileiro.
Pioneiro das ciências biológicas, pode ser considerado um dos criadores da moderna fisiologia no Brasil, em especial na área de biologia marinha, tendo supervisionado a implantação de polos de pesquisa em diferentes estados do país. 
Foi um dos fundadores da Ação Imperial Patrianovista Brasileira.
Grande oficial da Ordem Nacional do Mérito Científico, livre-docente da recém-fundada Universidade de São Paulo e membro associado da Academia Brasileira de Ciências, estabeleceu e assumiu a cátedra de Fisiologia Geral e Animal da USP, em 1937, e participou da criação da Sociedade Brasileira para o Progresso da Ciência, em 1948.  

## Biografia
Paulo nasceu na cidade de Carmo do Rio Claro, em Minas Gerais, em 1903. Era descendente de libaneses que se instalaram na região em 1890, mudando-se com a família para São Paulo quando tinha 13 anos. Era pai do arquiteto, Sylvio Barros Sawaya, professor da Universidade de São Paulo. Casou-se ainda jovem, tendo um filho e após se tornar viúvo, casou-se novamente com uma de suas alunas, Sonia Camargo Barros, de pai português e cuja mãe pertencia a uma tradicional família paulistana. Juntos eles tiveram nove filhos.
Paulo ingressou no curso de medicina da recém-fundada Faculdade de Medicina da Universidade de São Paulo. Enquanto ainda era estudante, lecionou História Natural no Ginásio Oswaldo Cruz em 1928. No mesmo ano, ligado à Congregação Mariana e ao Centro Dom Vital, foi um dos fundadores da Ação Imperial Patrianovista Brasileira, um importante movimento monarquista, nacionalista e tradicionalista católico. Em 1934, já era professor de zoologia no curso pré-médico da Faculdade de Medicina quando se tornou assistente da Cadeira de Zoologia. Substituiu o professor Ernst Bresslau falecido em 1935, até a contratação do professor Ernst Marcus.
Prestou concurso para a Cátedra de Fisiologia Geral e Animal em 1939 e em 1941 nomeou Erasmo Garcia Mendes como seu primeiro assistente. Em 1945, Paulo e seus assistentes levaram um grupo de alunos à Ilha das Palmas, onde ficava o Instituto de Pesca de Santos, para o primeiro curso de Biologia Marinha e tal feito marcou o início dos estudos de fisiologia em laboratório permanente, à beira-mar, que oferecesse possibilidades de pesquisa marinha.
Em 14 de fevereiro de 1955, a Fundação Instituto de Biologia Marinha foi criada e instalada em terreno localizado a cerca de 6 km ao sul do centro da cidade de São Sebastião, doado por Paulo Sawaya. Foi um dos responsáveis pela obtenção de recursos junto à Fundação Rockefeller para as áreas científica e educacional no Brasil. Participou da criação da Fundação Parque Zoológico de São Paulo, da qual foi presidente honorário até sua morte. Autor de mais de trezentos e cinquenta trabalhos científicos publicados no Brasil e no exterior, foi sócio-fundador da Sociedade Brasileira para o Progresso da Ciência (SBPC), tendo sido seu primeiro secretário-geral, em 1948.
Foi nomeado vice-diretor da Faculdade de Ciências Econômicas da USP em 1946. Em 1958 assumiu a diretoria da Faculdade de Filosofia, Ciências e Letras da mesma Universidade, e em 1970 passou a dirigir o Instituto de Biociências ainda da USP. Foi professor da Zoologia da faculdade de Filosofia "Barão de Mauá", em Ribeirão Preto e diretor da Faculdade de filosofia, Ciências e Letras de Rio Claro.
Foi agraciado com a Ordem das Palmas Académicas do Ministério da Educação da França, em 1962, tornou-se doutour Honoris Causae das universidades federais da Bahia e do Rio de Janeiro, em 1974. Dois anos depois recebeu o título de Professor Emérito da USP e, em 1994, foi admitido à Ordem Nacional de Mérito Científico, na classe de Grã-Cruz.

## Morte
Paulo morreu em 29 de outubro de 1995, na sua casa, aos 92 anos, cercado pela família.